# 우치우라정
우치우라정(内浦町)은 이시카와현 오쿠 노토 스즈군에 놓여졌던 정이다. 현재의 호스군 노토정의 일부이다.

## 역사
- 1889년 4월 1일 - 정촌제 시행과 함께 스즈군 모쿠로촌(木郎村)이 성립하였다.
- 1907년 10월 15일 - 모쿠로촌, 마쓰나미촌, 미야자키촌이 합병해 새로운 모쿠로촌이 성립하였다.
- 1948년 5월 1일 - 모쿠로촌이 개칭과 정제 시행으로 마쓰나미정(松波町)이 되었다.
- 1951년 7월 18일 - 마쓰나미정의 일부 구역이 오기정에 편입되었다.
- 1955년 10월 10일 -후게시군 노토정의 일부 구역을 마쓰나미정에 편입하였다.
- 1958년 12월 1일 - 마쓰나미정이 우치우라정(内浦町)으로 개칭되었다.
- 2005년 3월 1일 - 후게시군 노토정, 야나기다촌과 스즈군 우치우라정이 합병해 호스군 노토정(能登町)이 성립하였다.

## 교통

### 도로
- 국도 249호선